# Hirschfeld (Saxe)
Pour les articles homonymes, voir Hirschfeld.
Hirschfeld est une commune de Saxe (Allemagne), située dans l'arrondissement de Zwickau, dans le district de Chemnitz.